# Onthophagus sinuosicollis
Onthophagus sinuosicollis là một loài bọ cánh cứng trong họ Bọ hung (Scarabaeidae).